# Thamnocephalis
Thamnocephalis är ett släkte av svampar. Thamnocephalis ingår i familjen Sigmoideomycetaceae, ordningen Zoopagales, divisionen oksvampar och riket svampar.
|                | Sigmoideomyces |
|                | |
|                | Reticulocephalis |
|                | |
| Thamnocephalis | \| \| Thamnocephalis quadrupedata \| \| \| \| \| \| Thamnocephalis ovalispora \| \| \| \| \| \| Thamnocephalis sphaerospora \| \| \| \| |
|                | \| \| Thamnocephalis quadrupedata \| \| \| \| \| \| Thamnocephalis ovalispora \| \| \| \| \| \| Thamnocephalis sphaerospora \| \| \| \| |
|                | Thamnocephalis quadrupedata |
|                | |
|                | Thamnocephalis ovalispora |
|                | |
|                | Thamnocephalis sphaerospora |
|                | |

|  | Thamnocephalis quadrupedata |
|  |                             |
|  | Thamnocephalis ovalispora   |
|  |                             |
|  | Thamnocephalis sphaerospora |
|  |                             |